# Cerebral Ballzy

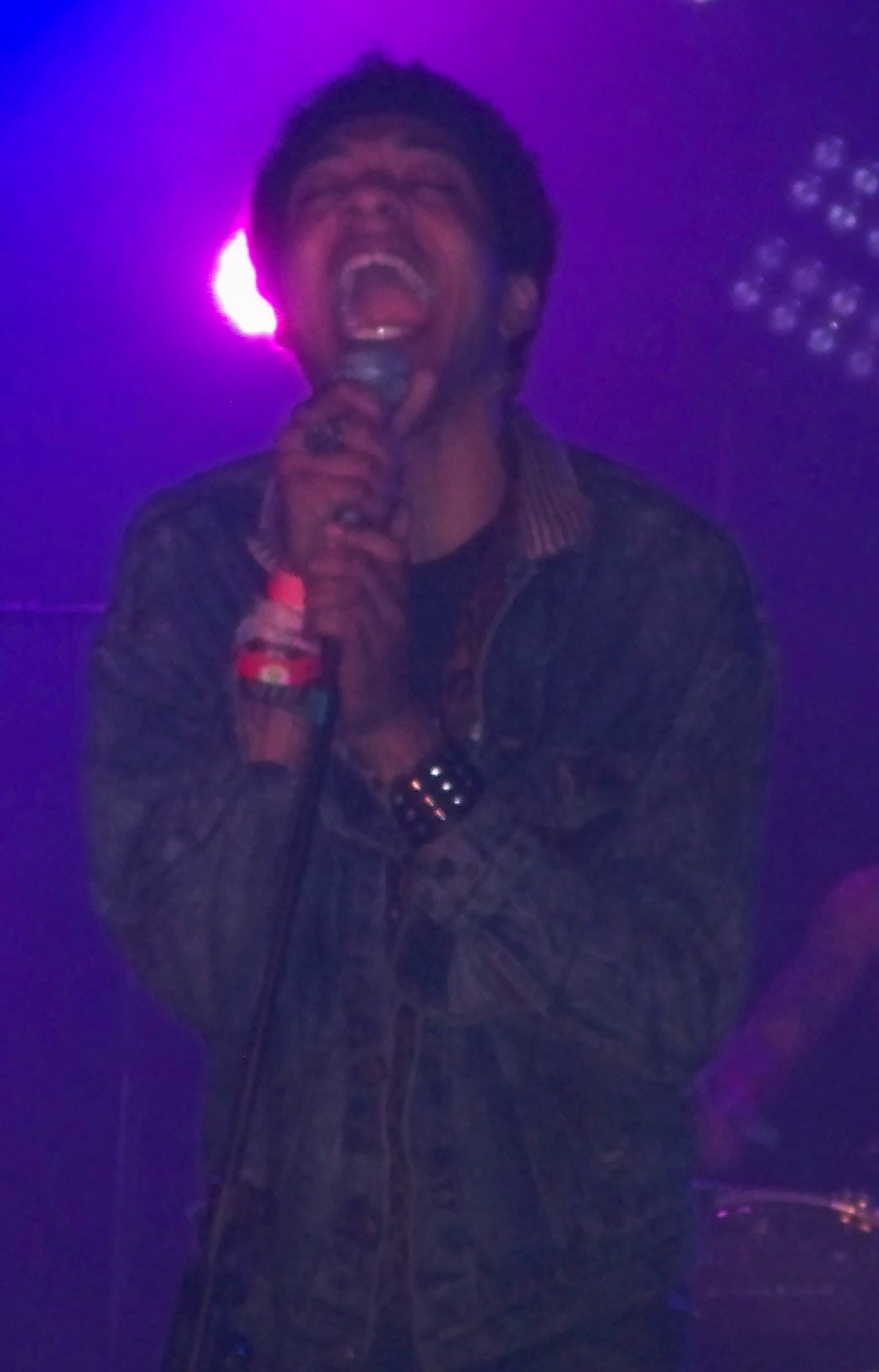
Хонор Титус, фронтмен Cerebral Ballzy

Cerebral Ballzy — американская панк-группа, образованная в Нью-Йорке в 2008 году. По словам фронтмена Хонора Титуса, название появилось благодаря другу, который уронил кусок пиццы на железнодорожные пути и поднял его. Хонор сказал: «Это было смело», — а его друг ответил: «Безбашенно-смело!» (англ. Cerebral Ballsy!). 26 июля 2011 года вышел дебютный одноимённый альбом, получивший в целом положительные отзывы критиков.
Cerebral Ballzy завершили турне по США и играли на крупных британских фестивалях, включая Hevy Music, Sonisphere и Latitude. Они выступали на Summer Sonic Festival в Японии и на Рединг и Лидс в Великобритании в августе 2011 года.

## Состав
- Хонор Титус — вокал
- Мелвин Оноре — бас-гитара
- Мейсон — гитара
- Джейсон Бэннон — гитара
- Crazy Abe — ударные

## Дискография

### Студийные альбомы
- Cerebral Ballzy (2011)

### Мини-альбомы
- You’re Idle (2010)
- Return of the Slice (2011)
- The Grip (2011)

### Синглы
- «Insufficient Fare» (2010)
- «Cutting Class» (2011)
- «Junky for Her» (2011)